# Sex Workers Education and Advocacy Taskforce
Le Sex Workers Education and Advocacy Taskforce, créé en novembre 1994, est une organisation sud-africaine de défense des droits des travailleurs et travailleuses du sexe. Fondée en Afrique australe, elle est considérée par plusieurs universitaires comme la première organisation de ce type dans la région et l’un des mouvements de travailleuses du sexe les plus influents du continent africain.
SWEAT concentre ses activités sur l’organisation, la défense des droits et la fourniture de services aux travailleuses du sexe en Afrique du Sud. L’organisation milite en faveur de la dépénalisation du travail du sexe. Elle est également affiliée à SistaazHood, un groupe de soutien destiné aux travailleuses du sexe transgenre.

## Historique
SWEAT   en novembre 1994 au Cap, en Afrique du Sud, par Shane Petzer, travailleur du sexe, et Ilse Pauw, psychologue clinicienne. Elle se sépare de Triangle Project auquel elle est affiliée au départ, en 1996. 

## Activités
SWEAT aide les travailleuses du sexe à accéder à divers services, notamment les soins de santé, l’assistance juridique, le conseil et les programmes de formation,. L’organisation les accompagne également dans leurs actions de plaidoyer, en particulier en faveur de réformes politiques et juridiques visant à protéger leur santé et leurs droits humains.
En 2003, par le biais d’une conférence organisée par SWEAT au Cap, le mouvement Sisonke est mis en place afin d'œuvrer particulièrement pour l’autonomisation et à l’éducation des travailleuses du sexe en Afrique du Sud. 
SWEAT continue d’apporter son soutien à Sisonke et à d’autres organisations dirigées par des travailleurs du sexe, notamment à travers des formations en santé et en droits humains visant à promouvoir leurs droits dans le pays.
SWEAT obtient une décision de la Haute Cour du Cap interdisant l’arrestation de travailleuses du sexe sur la base de motifs détournés ou non justifi.

## Note et Références

### Note
- (en) Cet article est partiellement ou en totalité issu de l’article de Wikipédia en anglais intitulé « Sex Workers Education and Advocacy Taskforce » (voir la liste des auteurs).